# 小平麻衣子
小平 麻衣子（おだいら まいこ、1968年 - ）は、日本の近代文学研究者、慶應義塾大学教授。

## 経歴・人物
慶應義塾女子高等学校を経て、1990年慶應義塾大学文学部卒業。1997年慶應義塾大学大学院文学研究科博士課程単位取得退学。2007年「近代日本における文学・演劇とジェンダー : 明治十年代から大正中期まで」で慶應義塾大学より博士（文学）の学位を取得。埼玉大学教育学部講師、助教授を経て、2002年日本大学文理学部助教授、2007年教授、2016年慶應義塾大学文学部教授。

## 著書

### 単著
- 『尾崎紅葉－女物語を読み直す』NHK文化セミナー・明治文学をよむ　日本放送出版協会、1998
- 『女が女を演じる－文学・欲望・消費』新曜社、2008
- 『夢みる教養:文系女性のための知的生き方史』河出ブックス　2016
- 『小説は、わかってくればおもしろい:文学研究の基本15講』慶應義塾大学出版会、2019
- 『なぞること、切り裂くこと　虚構のジェンダー』以文社、2023

### 共編著
- 『文章の達人家族への手紙 3 息子より父母へ家族へ-女性作家より』菅聡子共編著 ゆまに書房、2004
- 『書いて考えるジェンダー・スタディーズ』氷見直子共著 新水社、2006
- 『21世紀日本文学ガイドブック 7 田村俊子』内藤千珠子共著 ひつじ書房、2014
- 『文芸雑誌『若草』――私たちは文芸を愛好している』編著 翰林書房、2018
- 『『文藝首都』－公器としての同人誌』編、翰林書房、2019
- 石川巧、飯田祐子、小平麻衣子、金子明雄、日比嘉高 編『文学研究の扉をひらく―基礎と発展』ひつじ書房、2023年2月6日。ISBN 978-4823411366。
- 飯田祐子、小平麻衣子、大串尚代、木村朗子、内藤千珠子、米村みゆき他 著、飯田祐子、小平麻衣子 編『ジェンダー×小説 ガイドブック 日本近現代文学の読み方』ひつじ書房、2023年5月。ISBN 978-4823411922。